# Demografia do México

Densidade populacional mexicana

Com uma população superior a 129 milhões de pessoas, em 2022, o México é o 10º país mais populoso do mundo. É também a nação hispânica mais populosa do planeta e o terceiro país mais populoso das Américas, atrás de Estados Unidos e Brasil.
A população mexicana cresceu exponencialmente no século XX, com essa tendência caindo a partir dos anos 2000. Apesar disso, o país tem uma grande população jovem. A maior cidade é sua capital, a Cidade do México, com 8,9 milhões de habitantes (2016) e uma área metropolitana com mais de 20,1 milhão de pessoas (2010). No total, aproximadamente 78,84% da população mexicana vive em áreas urbanas.
O México possui uma enorme diversidade étnica e cultural. A maioria da população é tecnicamente mestiza, uma mistura de descendentes de europeus e povos indígenas ameríndios. Os dois maiores grupos de nativos indígenas são os náuatles e os maias. Perto de 47% da população mexicana (ou 59 milhões de pessoas) são descendentes (total ou parcialmente) de imigrantes europeus e são classificados como "brancos" (maioria espanhóis, italianos, alemães, etc). Mais de dois milhões e meio de mexicanos são classificados como negros e outros um milhão são asiáticos.
Cerca de 99,2% da população fala espanhol, sendo que 92,7% o tem como língua materna. 6,5% são bílingues com alguma das línguas indígenas ameríndias nativas do país, e 0,8% são monolíngues, ou seja, falam somente sua língua índigena nativa e não falam espanhol.
Em termos de religião, a população mexicana é predominantemente cristã, uma herança do período colonial espanhol. Cerca de 82% são católicos romanos, 5% são evangélicos protestantes e outros 5% são ateus ou agnósticos. A constituição mexicana estabelece, desde 1857, a separação entre Estado e Igreja, garantindo a manutenção da laicidade nas instituições públicas, apesar da religião ainda exercer uma grande influência na sociedade.

## Grupos étnicos
O México possui uma enorme diversidade étnica e cultural. A maioria da população é tecnicamente mestiza, uma mistura de descendentes de europeus e povos indígenas ameríndios. Os dois maiores grupos de nativos indígenas são os náuatles e os maias. Perto de 47% da população mexicana (ou 59 milhões de pessoas) são descendentes (total ou parcialmente) de imigrantes europeus e são classificados como "brancos" (maioria espanhóis, britânicos, italianos, alemães, etc). Mais de dois milhões e meio de mexicanos são classificados como negros e outros um milhão são asiáticos.

### Imigração
| Estatísticas da população estrangeira até 1980-2017 | Estatísticas da população estrangeira até 1980-2017 | Estatísticas da população estrangeira até 1980-2017 | Estatísticas da população estrangeira até 1980-2017 | Estatísticas da população estrangeira até 1980-2017 | Estatísticas da população estrangeira até 1980-2017 |
| Países                                              | 1980                                                | 1990                                                | 2000                                                | 2010                                                | 2017                                                |
| --------------------------------------------------- | --------------------------------------------------- | --------------------------------------------------- | --------------------------------------------------- | --------------------------------------------------- | --------------------------------------------------- |
| Estados Unidos                                      | 157,080                                             | 194,619                                             | 343,591                                             | 738,103                                             | 899,311                                             |
| Espanha                                             | 32,240                                              | 24,783                                              | 21,024                                              | 18,873                                              | 27,608                                              |
| Guatemala                                           | 4,115                                               | 46,005                                              | 23,597                                              | 35,322                                              | 54,508                                              |
| Colômbia                                            | 2,778                                               | 4,635                                               | 6,465                                               | 13,922                                              | 20,658                                              |
| Argentina                                           | 5,479                                               | 4,964                                               | 6,215                                               | 13,696                                              | 19,214                                              |
| Cuba                                                | 3,767                                               | 5,217                                               | 5,537                                               | 12,108                                              | 18,111                                              |
| Venezuela                                           | 935                                                 | 1,533                                               | 2,823                                               | 10,063                                              | 16,373                                              |
| Honduras                                            | 1,500                                               | 1,997                                               | 3,722                                               | 10,991                                              | 15,417                                              |
| Canadá                                              | 3,259                                               | 3,011                                               | 5,768                                               | 7,943                                               | 14,488                                              |
| França                                              | 4,242                                               | 4,195                                               | 5,723                                               | 7,163                                               | 12,212                                              |
| El Salvador                                         | 2,055                                               | 2,979                                               | 6,647                                               | 8,088                                               | 10,315                                              |
| China                                               | 54                                                  | 1,161                                               | 2,100                                               | 6,655                                               | 10,203                                              |
| Alemanha                                            | 4,824                                               | 4,499                                               | 5,595                                               | 6,214                                               | 9,975                                               |
| Peru                                                | 2,188                                               | 1,633                                               | 3,749                                               | 5,886                                               | 9,083                                               |
| Coreia do Sul                                       | —                                                   | 1,161                                               | 2,079                                               | 3,960                                               | 8,593                                               |
| Chile                                               | 3,343                                               | 2,501                                               | 3,848                                               | 5,267                                               | 7,389                                               |
| Brasil                                              | 1,108                                               | 1,293                                               | 2,320                                               | 4,532                                               | 6,359                                               |
| Nicarágua                                           | 2,312                                               | 1,521                                               | 2,522                                               | 3,572                                               | 5,508                                               |
| Itália                                              | 3,131                                               | 2,397                                               | 3,904                                               | 4,964                                               | 5,064                                               |

### Diáspora e Emigração
| País             | Total      | Nota |
| ---------------- | ---------- | ---- |
|                  | 11.796.178 |      |
| África           |            |      |
| África do Sul    | 497        |      |
| Egito            | 64         |      |
| Angola           | 152        |      |
| Outros da África |            |      |
|                  |            |      |
| Ásia             |            |      |
| Japão            | 2,744      |      |
| Israel           | 2,529      |      |
| Outros da Asia   |            |      |
| Filipinas        | 149        |      |
| Europa           |            |      |
| Espanha          | 51,140     |      |
| Outros da Europa |            |      |
| Alemanha         | 14,947     |      |
| Reino Unido      | 12,000     |      |
| Países Baixos    | 5,985      |      |
| Portugal         | 268        |      |
| América          |            |      |
| Estados Unidos   | 11.489.684 |      |
| Canadá           | 118,249    |      |
| Brasil           | 6,278      | 1    |

↑1  - Segundo o Secretaria de Relações Exteriores México, confirmou que havia 6.000 mexicanos vivendo no Brasil, enquanto, segundo a Countryeconomy, confirmou que eram 3.000 mexicanos vivendo no país da Sul-americano.

## Idiomas
Cerca de 99,2% da população fala espanhol, sendo que 92,7% o tem como língua materna. 6,5% são bílingues com alguma das línguas indígenas ameríndias nativas do país, e 0,8% são monolíngues, ou seja, falam somente sua língua índigena nativa e não falam espanhol. Também são falados idiomas estrangeiros como português, Inglês, japonês, alemão, italiano e hebraico, francês, chinês e vietnamita, catalão e árabe, russo.

## Religião
| Religião           |                    |  | Porcentagem |       |
| Catolicismo romano | Catolicismo romano |  | 82,7%       | 82,7% |
| Outros cristãos    | Outros cristãos    |  | 9,7%        | 9,7%  |
| Sem religião       | Sem religião       |  | 4,7%        | 4,7%  |
| Não especificado   | Não especificado   |  | 2,7%        | 2,7%  |
| Outras religiões   | Outras religiões   |  | 0,2%        | 0,2%  |

Em termos de religião, a população mexicana é predominantemente cristã, uma herança do período colonial espanhol. Cerca de 82% são católicos romanos, 5% são evangélicos protestantes e outros 5% são ateus ou agnósticos. A constituição mexicana estabelece, desde 1857, a separação entre Estado e Igreja, garantindo a manutenção da laicidade nas instituições públicas, apesar da religião ainda exercer uma grande influência na sociedade.